# Hyun Sook-Hee
Hyun Sook-Hee (en coreano: 현숙희; 3 de marzo de 1973) es una deportista surcoreana que compitió en judo.
Participó en los Juegos Olímpicos de Atlanta 1996, obteniendo una medalla de plata en la categoría de –52 kg. En los Juegos Asiáticos de 1994 consiguió una medalla de oro.
Ganó una medalla de bronce en el Campeonato Mundial de Judo de 1997 y una medalla de oro en el Campeonato Asiático de Judo de 1993.

## Palmarés internacional
| Juegos Olímpicos    | Juegos Olímpicos         | Juegos Olímpicos  | Juegos Olímpicos |
| Año                 | Lugar                    | Medalla           | Categoría        |
| ------------------- | ------------------------ | ----------------- | ---------------- |
| 1996                | Atlanta (Estados Unidos) | Medalla de plata  | –52 kg           |
| Campeonato Mundial  |                          |                   |                  |
| Año                 | Lugar                    | Medalla           | Categoría        |
| 1997                | París (Francia)          | Medalla de bronce | –52 kg           |
| Juegos Asiáticos    |                          |                   |                  |
| Año                 | Lugar                    | Medalla           | Categoría        |
| 1994                | Hiroshima (Japón)        | Medalla de oro    | –52 kg           |
| Campeonato Asiático |                          |                   |                  |
| Año                 | Lugar                    | Medalla           | Categoría        |
| 1993                | Macao (Portugal)         | Medalla de oro    | –52 kg           |